# AR-57卡賓槍
AR-57是由美國AR57公司（前稱：萊茵蘭武器公司）為AR-15樣式武器研製及生產的上機匣，配合原來的AR-15／M16下機匣就可變成一款發射比利時國營赫斯塔爾研製的5.7×28毫米個人防衛武器口徑子彈的槍械。AR57公司也提供完整的上、下機匣以作為一枝完整槍械出售，並同時附送兩個FN P90彈匣。

## 設計
AR-57沿用了AR-15樣式武器的下機匣，只有上機匣為原創設計。跟AR-15樣式武器原本的導氣式發射機制不同的是，該武器是以一個原創的槍栓來配合直接反沖作用的機制完成上膛及退膛的過程，因此並不具備導氣管和活塞等零件。其拉機柄亦改為設置在上機匣右邊，而AR-15樣式武器原本的彈匣裝填口則成為拋殼口，發射後彈殼會從該處向下掉出。因此用戶能夠裝上一個中空的AR-15彈匣來收集排出的彈殼以及更有效地握持和穩定武器。由原廠提供的上機匣，其後方以及連接上機匣的護木均設有MIL-STD-1913規格的皮卡汀尼導軌，可供用戶裝上各種照準器和戰術配件。在供彈方面，AR-57直接採用了FN P90的50發半透明彈匣，並安裝在槍枝的護木頂部。AR-57跟其他主打民間市場的民用AR-15衍生型一樣受到法律上的限制而没有向平民提供可全自動射擊的下機匣，因此只能半自動射擊，但只要換上一個來自M16突擊步槍或其他軍用AR-15樣式槍械的下機匣便可實現三發點放或全自動射擊。而AR57公司亦推出了能夠全自動射擊的整槍以作為可在軍警市場上跟FN P90及其他同類武器競爭的一種個人防衛武器。

## 使用國
2019年委內瑞拉危機期間，由媒體拍到一名倒戈投靠祖安·瓜伊多的委內瑞拉士兵使用AR-57。

## 登場作品

### 電子遊戲
- 2007年—《穿越火线》
- 2008年—《戰地之王》：命名為「AR57」，於2014年11月4日改版後推出，其彈道表現則是被部分玩家認定為逼近藍票槍實力的槍械。可改裝槍管、扳機跟握把等零件。
- 2013年—《絕對武力Online 2》
- 2021年—《少女前線》
- 2022年—《使命召唤：现代战争II 2022》：命名为“FSS Hurricane”，奇怪地槍機拉柄仍像大部份AR-15衍生槍般位於後方，而且具有無彈後定。
- 2022年—《暗區突圍》：命名為「AR57」，定位為突擊步槍，採用5.7×28mm子彈，槍口配件與P90衝鋒槍通用

### 小說
- 2014年—《刀劍神域外傳Gun Gale Online》：由“克拉倫斯”所使用。